# Kris Letang
Kristopher Letang (Montreal, Quebec, 24 de abril de 1987), más conocido como Kris Letang, apodado Tanger o Bang Bang, es un jugador profesional canadiense de hockey sobre hielo que se desempeña en la posición de defensor derecho en Pittsburgh Penguins, equipo de la National Hockey League (NHL).

## Carrera
Fue seleccionado en la tercera ronda en la NHL Entry Draft de 2005. En 2006 hizo su debut profesional con el equipo Pittsburgh Penguins, donde lleva jugando 18 temporadas.